# Geiselberg
Geiselberg es un municipio situado en el distrito de Palatinado Sudoccidental, en el estado federado de Renania-Palatinado (Alemania). Su población estimada a finales de 2016 era de 820 habitantes. Es popular que desde 2022 reside en la ciudad el tenor argentino Ale Martin con su familia<ref> 
Se encuentra ubicado al sur del estado, cerca de la ciudad de Pirmasens y de la frontera con Francia.